# Marguerite Radideau
Marguerite Radideau (gift Schoebel), född 5 mars 1907 i Paris, död 15 mars 1978, var en fransk friidrottare med kortdistanslöpning som huvudgren. Radideau var världsrekordhållare och blev guldmedaljör vid den andra Damolympiaden 27 till 29 augusti 1926 och var en pionjär inom damidrotten.

## Biografi
Marguerite Radideau föddes 1907 i Paris. Under ungdomstiden var hon aktiv friidrottare och gick senare med i kvinnoidrottsföreningen "Linnets Saint-Maur" (grundad 1920) i Saint-Maur-des-Fossés. Hon tävlade för klubben under hela sin aktiva idrottskarriär. Radideau tävlade främst i kortdistanslöpning.
Radideau tog flera segertitlar under franska mästerskapen på olika löpdistanser: 
- 60 meter: 3 augusti 1930 (i Paris)

- 80 meter: 14 juli 1924 (i Paris), 12 juli 1925 (i Colombes), 14 juli 1926 (i Bry-sur-Marne) samt en andraplats 19 juli 1931 (i Douai)

- 100 meter: 15 juli 1928 (i Paris), 3 augusti 1930 (i Paris)

- 250 meter: 12 juli 1925 (i Colombes), 14 juli 1926 (i Bry-sur-Marne)

Radideau tävlade även i kulstötning där hon nådde 3 andraplatser som bäst (10 juli 1927 i Roubaix, 15 juli 1928 i Paris och 19 juli 1931 i Douai). Hon tävlade dessutom i längdhopp utan ansats (med en andraplats 14 juli 1926 som bästa placering), diskuskastning (med en 4:e plats 15 juli 1928 som bästa placering) och spjutkastning (med 2 tredjeplatser 10 juli 1927 och 30 juni 1929 som bästa placering).
1924 deltog hon vid Damolympiaden 1924 den 4 augusti på Stamford Bridge i London. Under idrottsspelen vann hon silvermedalj i stafettlöpning 4 x 220 yards (med Marguerite Radideau som förste löpare, Georgette Gagneux, Andrée Darreau och Germaine Darreau) och bronsmedalj i löpning 100 yards efter Rose Thompson och Eileen Edwards. 
Den 6 juli 1926 satte hon även världsrekord i stafettlöpning 4 x 75 meter (med Georgette Gagneux, Geneviève Laloz, Simone Chapoteau och Radideau som 4.e löpare) med tiden 38,8 sekunder vid en landskamp i Prag.
Radideau deltog i den andra ordinarie damolympiaden 27-29 augusti 1926 i Göteborg. Under idrottsspelen vann hon guldmedalj i löpning 60 meter (där hon slog världsrekord) och 100 yards samt bronsmedalj på 250 meter. Hon ingick i det franska  stafettlaget 4 x 110 yards som tog en silvermedalj (med Louise Bellon, Geneviève Laloz, Yolande Plancke och Marguerite Radideau). Radideau deltog även vid den tredje damolympiaden 1930 i Prag dock utan att röna några medaljplatser.
Den 15 juli 1928 satte hon världsrekord i stafettlöpning 4 x 100 meter (med Georgette Gagneux, Lucienne Velu, Simone Warnier och Radideau som 4.e löpare) vid tävlingar i Paris. Samma dag satte hon även världsrekord i stafettlöpning 4 x 200 meter (med Georgette Gagneux, Lucienne Velu, Yvonne Carme och Radideau som 4.e löpare). Senare samma år deltog vid Olympiska spelen i Amsterdam där hon kom på 6:e plats i semifinalen på 100 meter samt på 4:e plats i stafetten 4 x 100 m (med Georgette Gagneux, Yolande Plancke och Lucienne Velu).
Radideau drog sig tillbaka från tävlingslivet 1932; hon dog 1978 troligen i Saint-Maur-des-Fossés.